# Vittorio Belmondo
Vittorio Belmondo, italijanski dirkač.
Na dirkah za Veliko nagrado je debitiral v sezoni 1935, ko je na dirki Targa Florio z dirkalnikom Alfa Romeo Monza zasedel sedmo mesto. V sezonah 1936 in 1937 je nastopal večinoma na dirkah tipa Voiturette z dirkalnikom Maserati 4CM. Dosegel je tretje mesto na dirki za Veliko nagrado Milana in drugo mesto na dirki Coppa Edda Ciano v sezoni 1936 ter tretje mesto na dirki za Veliko nagrado Superbe v sezoni 1937, ko je v absolutni konkurenci najboljši rezultat dosegel s šestima mestoma na dirkah Targa Florio in Coppa Acerbo. V sezoni 1938 je z dirkalnikom Alfa Romeo Tipo 308 dosegel četrto mesto na dirki Coppa Ciano in rezultat kariere s tretjim mestom na dirki Coppa Acerbo, kjer sta ga premagala le znamenita Rudolf Caracciola in Giuseppe Farina. Po dirki za Veliko nagrado Italije, na kateri je odstopil, se je upokojil kot dirkač.